# Irukaike
Der Irukaike (jap. 入鹿池, dt „Iruka-Teich“; gelegentlich falsch mit Iruhaike bezeichnet) ist ein Stausee in der japanischen Präfektur Aichi. 1868 brach dessen Talsperre und verursachte eine Katastrophe mit mehr als 1000 Toten.
Die Talsperre in der Nähe von Nagoya wurde 1633 fertiggestellt und hatte ein Fassungsvermögen von 18 Mio. m³. Sie diente der Bewässerung von Reisfeldern.
Das Absperrbauwerk war ein 27 bis 28 m hoher und 700 m langer Erddamm. Er wurde zerstört, als er bei einem Hochwasser überströmt wurde. Die Zahl der Todesopfer durch die Flutwelle wird in verschiedenen Berichten mit 1000, 1100 oder 1200 angegeben.
Heute existiert an dieser Stelle wieder eine Talsperre.
Gestaut wird der Fluss Gojō (Gojō-gawa), der über den Shinkawa in die Ise-Bucht fließt.